# Axel Emil Wirsén
Axel Emil Wirsén, född 24 juni 1809 i Stockholm, död 18 mars 1878 i Stockholm, var en svensk greve, militär, tecknare och målare.

## Biografi
Axel Emil Wirsén var son till presidenten och statsrådet Gustaf Fredrik Wirsén och Ulrika Vilhelmina Boucht och från 1838 gift med friherrinnan Ebba Lovisa De Geer af Leufsta. Wirsén blev ryttmästare vid Livregementets dragonkår 1847 och fick majors avsked 1850. Han var chef för Stamholländeristyrelsen från 1858. Vid sidan av sina tjänster var han verksam som landskapstecknare och utförde även några porträtt.